# 斯塔克维尔 (科罗拉多州)
斯塔克维尔（英語：Starkville），是美国科罗拉多州拉斯阿尼马斯县下属的一座城市。建市于1954年3月2日，面积大约为0.073平方英里（0.189平方公里）。根据2010年美国人口普查，该市有人口59人。2011年估计该市有人口57人，相比2010年人口增长率为-3.39%。同时，论人口该市是科罗拉多州第266大城市。